# ذكرى (أدب)
الذِّكرى هي عملية تذكر التجارب أو الأحداث الماضية. 
أحد الأمثلة على الاستخدام النموذجي للذكرى هو عندما يشارك الأشخاص قصصهم الشخصية مع الآخرين أو يسمحون للآخرين بالعيش عيشًا غير مباشر من خلال قصص العائلة والأصدقاء والمعارف مع اكتساب علاقة حقيقية ذات معنى مع الناس. بتعبير آخر: هي الصور الذهنية التي تحضر إلى الذاكرة وتمثل أحداثًا مضت.